# Jerry Dammers

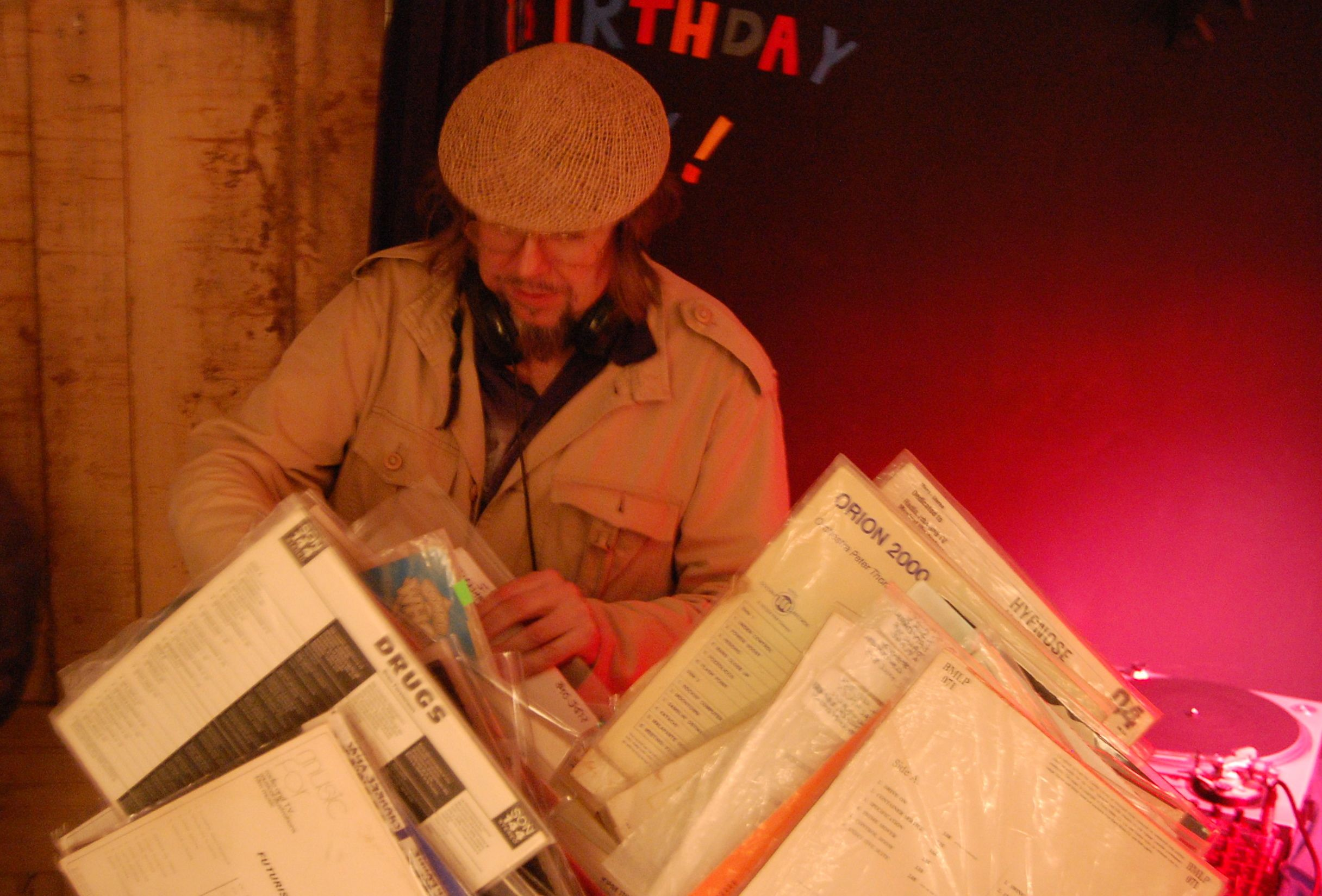
Jerry Dammers

Jerry Dammers, (Ootacamund, India, 22 mei 1955) is een Brits muzikant en dj. Hij is bekend geworden als de oprichter van The Specials en het 2 Tone-label, en als schrijver van het nummer Free Nelson Mandela.

## Biografie

### Jeugd
Dammers, zoon van een dominee (Horace Dammers, deken van de kathedraal van Bristol) en een lerares Engels, verhuist op tweejarige leeftijd naar Engeland en komt via Sheffield in Coventry.
Als Dammers op 11-jarige leeftijd The Who op televisie ziet staat zijn besluit vast; hij wordt muzikant. "Niet vanwege de glamour maar puur vanwege de muziek, ik haat glamour".
Dammers haat ook zijn strenge opvoeding en verandert in een probleemjongere die op z'n zeventiende moet voorkomen wegens het vernielen van een autodak; hij komt er vanaf met een boete van 250 pond.

### Vroege carrière
Dammers gaat naar de kunstacademie waar hij voornamelijk tekenfilms maakt en gaat daarna in uiteenlopende bands spelen. In 1977 richt hij er zelf een op: The Hybryds, dat via The Automatics tot The Specials wordt omgedoopt.

### The Specials & 2 Tone
In 1979 richt Dammers het 2 Tone label op om de debuutsingle Gangsters op uit te kunnen brengen; hij sluit een distributiedeal met Chrysalis Records. Het wordt een groter succes dan gedacht en voor hij het weet zijn de Specials samen met Madness en The Selecter de kopstukken van de ska-revival die ook nog eens gedrieën door Engeland toeren.
Maar Dammers wil niet door het succes worden geleefd; luxehotels en limousines doet hij af als symbool voor de Amerikaanse droom en rock-excessen. In een eind 1979 gemaakte documentaire smijt hij met democassettes van potentiële 2 Tone-aanwinsten, en over de eerste Amerikaanse tournee begin 1980 zegt hij "Ik ga nog liever op schoolreis door Rusland". 
Tussen de vele optredens door nemen de Specials hun experimentele tweede album op en werkt Dammers aan de concertfilm Dance Craze waarin alle prominente 2 Tone bands voorkomen. Dit zware schema eist z'n tol en begin 1981 neemt Dammers op doktersadvies een paar maanden rust; tegen die tijd is het actuele Ghost Town al opgenomen.   
Het nummer dat volgens kenners de beste 2 Tone-single aller tijden is wordt in de zomer van 1981 een Engelse nr. 1-hit, maar na afloop van een playback-optreden in Top of the Pops krijgt Dammers slecht nieuws; Terry Hall, Lynval Golding en Neville Staple dreigen de Specials te verlaten als de royalty's niet eerlijk worden verdeeld en stappen daadwerkelijk op om verder te gaan als Fun Boy Three. Niet lang daarna houdt ook gitarist Roddy Radiation het voor gezien.

### The Special AKA
Maar Dammers zit niet bij de pakken neer, hij gaat gewoon verder met drummer John Bradbury, bassist Horace Panter (die in april 1982 ook opstapt) en Rhoda Dakar, ex-zangeres van meidenskaband The Bodysnatchers, maar omdat ze de groepsnaam niet langer mogen gebruiken doen ze dat als The Special AKA. Ze werken met een allesbehalve hecht collectief aan een budgetverslindende plaat die pas in augustus 1984 het levenslicht ziet en in de tussentijd drie singles heeft voortgebracht die geen van allen aan de vorige successen konden tippen; Dammers zit daar niet mee, omdat hij rust wil. 
Maar met de vierde is het wel raak; Free Nelson Mandela wordt een hit (nummer 9 in Engeland en Nederland, nummer 1 in Nieuw-Zeeland). De opvolger What I Like Most About You (Is Your Girlfriend), gezongen door Dammers zelf, doet het weer minder met een krappe top 50-notering. Ook het album In The Studio With The Special AKA gaat ten onder aan slechte promotie; al het geld is opgegaan aan studiokosten. Dammers moet alles terugbetalen maar voelt er niks voor om nog eens twee platen te gaan maken in de wetenschap dat hij er geen cent aan overhoudt.

### Leven na 2 Tone enFree Nelson Mandela
In december 1984 verleent Dammers zijn medewerking aan een Band Aid-achtige coverversie van Starvation, een nummer van de reggae-formatie The Pioneers. Het een en ander vindt plaats in de opnamestudio van Madness (waarvan alleen bassist Mark Bedford en drummer Daniel 'Woody' Woodgate beschikbaar zijn voor het project). Tussen de bedrijven door speelt hij mee op Yesterday's Men dat pas in augustus 1985 op single verschijnt.   
Nadat de Special AKA met stille trom wordt opgeheven wordt Dammers dj en anti-apartheidsactivist; met Robert Wyatt en ex-leden van de Specials neemt hij de single The Age Of Self op; het verschijnt op Rough Trade, dat ooit de eerste persingen van Gangsters uitbracht, als The Swapo Singers. In 1986, het jaar waarin de allerlaatste 2 Tone-single verschijnt, richt hij Artists Against Apartheid op en organiseert hij een reeks zomeroptredens. Als Paul Simon in 1987 naar Londen komt tijdens zijn Graceland-tournee is Dammers de eerste die bezwaar maakt; het bewuste album is in Zuid-Afrika opgenomen, geheel tegen de boycot in.
In juni 1988 organiseert Tony Hollingsworths een concert in het Wembley Stadion ter gelegenheid van Nelson Mandela's 70e verjaardag. Dammers heeft het oorspronkelijke idee, vraagt diverse artiesten om mee te doen en is betrokken bij de organisatie. Met de gelegenheidsband Jerry & Friends wordt nog eenmaal Free Nelson Mandela opgevoerd. In april 1990 wordt Mandela dan eindelijk vrijgelaten en dat moet natuurlijk worden gevierd met werderom een groots concert. Dammers' carrière bereikt het absolute hoogtepunt door kennis te maken met Mandela zelf.
Maar daarna gaat het mis; Dammers opent een jazz- en schaakclub die hij binnen de kortste keren weer moet sluiten. Chrysalis heeft de rechten op het 2 Tone label en kan dus compilaties uitbrengen wanneer het dat maar wil zonder dat Dammers daarvan meeprofiteert, en een poging om weer muziek te gaan maken op zijn nieuw opgezette Tone label moet wegens piepstress worden afgebroken. Tot zijn grote teleurstelling maken Neville Staple, Lynval Golding, Horace Panter en Roddy Radiation een doorstart als de Specials; onder deze naam brengen ze twee albums uit, een met covers en een met eigen werk. Dammers, die jarenlang van oude royalty's leefde, roept het publiek op om alleen de reguliere Specials-albums te kopen.

### 2000-heden
Ondertussen is Dammers nog veelvuldig actief als dj en ontvangt hij begin 21e eeuw een oeuvreprijs tijdens de prijsuitreiking van het maandblad Q. Sinds 2007 treedt hij weer op met zijn Spatial AKA Orchestra; geen ska maar muziek in de traditie van het Sun Ra Arkestra. 
Op 16 juni 2008 nemen de oorspronkelijke Specials een oeuvreprijs van het muziekblad Mojo in ontvangst, waarna ze weer gaan optreden; tijdens de eerste repetities steken de aloude meningsverschillen de kop op waardoor Dammers niet meedoet. Over deze gang van zaken zegt hij: "M'n leven is me ontstolen!".
Bij het overlijden van Mandela in december 2013 voert Dammers voor Channel4 met zijn Spatial AKA Orchestra een instrumentale versie van het lied Free Nelson Mandela uit. Enkele weken daarvoor wordt Dammers geïnterviewd voor een item voor het tv-programma Top 2000 à Go-Go, uitgezonden op 31 december 2013.
In 2014 wordt Dammers onderscheiden voor zijn werk voor de anti-apartheidsbeweging, en in 2015 ontvangt hij een ere-doctoraat

## Publicatie
- George Marshall: The Two Tone story. Dunoon, S.T. Publishing, 1993. [Boekje met 4 cd's]. ISBN 0951849735